# Jan van Baexen

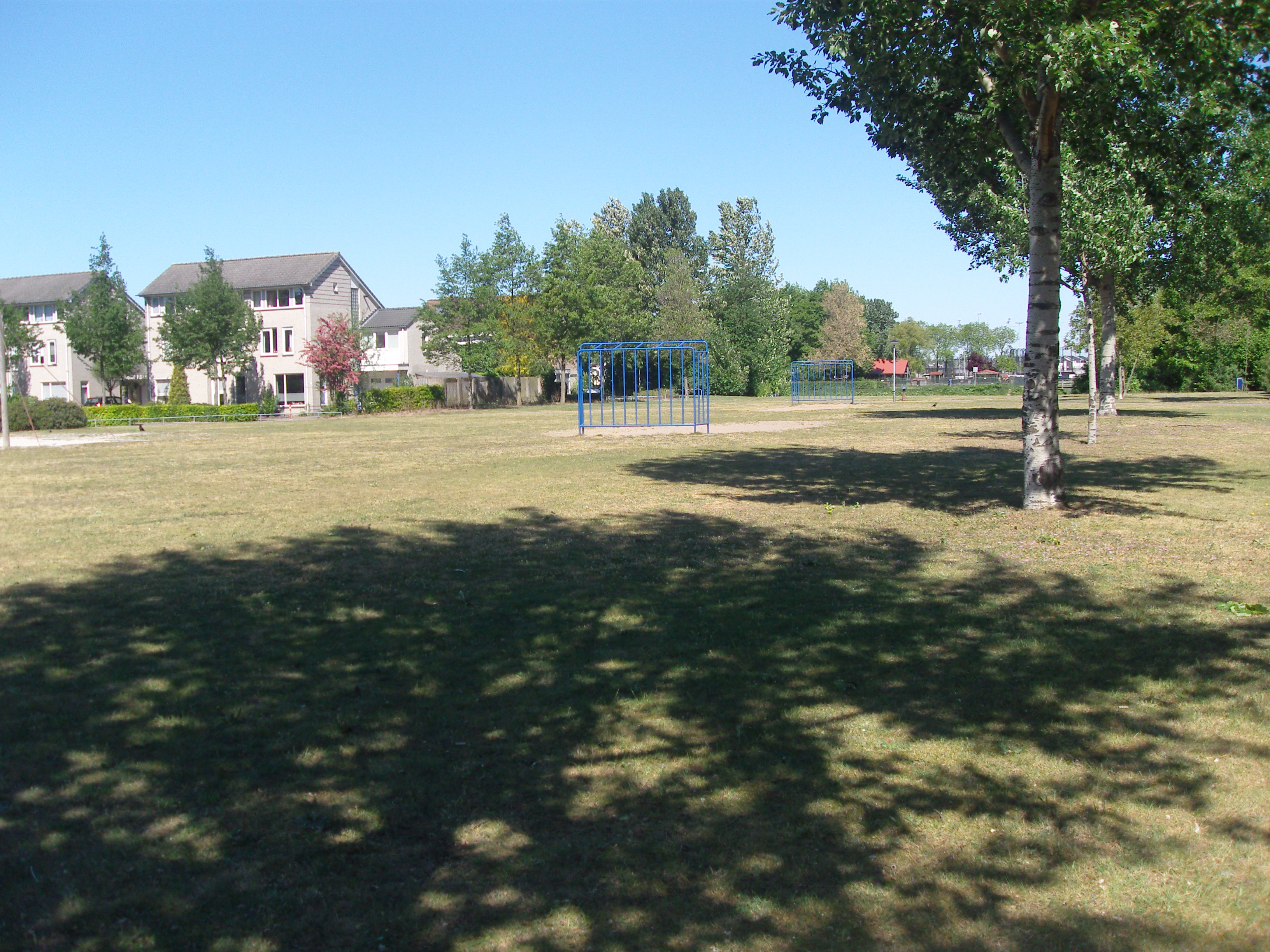
Het Ridder van Baexenpark in Rosmalen.

Jan van Baexen (Haps, ca. 1450 – 's-Hertogenbosch, 1529) was een Nederlands edelman uit de 15e en 16e eeuw. Hij was van 1505 tot 1511 heer van Rosmalen.

## Biografie
Jan van Baexen werd geboren als kind van Wouter en Johanna van Baexen. In 1484 huwde hij met Geertruid van der Aa. Het echtpaar ging wonen in 's-Hertogenbosch aan de St. Jorisstraat. Een jaar later liet hij een akte opmaken voor de stichting van een augustinessenklooster in Rosmalen. Hij was in dienst van de Habsburgers en werd door Maximiliaan I van Oostenrijk in 1484 benoemd tot drossaard van Gorinchem. In 1499 ondernam hij een pelgrimage naar Rome.
Onder leiding van stadhouder Jan III van Egmont trok Jan van Baexen ten strijde tegen de Hoeken en later tegen Karel van Gelre. In 1505 werd hij benoemd tot heer van de nieuwe heerlijkheid Rosmalen. Vier jaar later werd Van Baexen ook benoemd tot laagschout van 's-Hertogenbosch. Toen Margaretha van Oostenrijk in 1511 's-Hertogenbosch bezocht, overnachtte ze in het onderkomen van Jan van Baexen. In datzelfde jaar werd het heerlijkheid van Rosmalen opgeheven. Jan van Baexen overleed in 1529, mogelijk aan de in 1529 en 1530 heersende Engelse zweetziekte.

## Trivia
- In Rosmalen is in de wijk de Overlaet een park naar Jan van Baexen vernoemd, het Ridder Jan van Baexenpark.